# Евфрат (философ)
Евфрат (др.-греч. Εὐφράτες; ок. 35 — ок. 118) — философ-стоик. Согласно Филострату, Евфрат родился в Тире в Финикии, а согласно Стефану Византийскому — в Хаме в Сирии, поэтому Евфрата называли Египтянин. Плиний Младший познакомился с Евфратом, когда был в Сирии, и они стали друзьями. В одном из своих писем Плиний Младший высоко оценивает и подробно описывает таланты и добродетели Евфрата, например, сравнивая его красноречие c ораторским искусством Платона.
Его сила как оратора была хорошо известна современникам. Аполлоний Тианский упрекает его в скупости и подобострастной лести. В преклонном возрасте Евфрат устал от жизни, попросил у императора Адриана и получил яд, чтобы покончить с собой.